# Gombos varjúköröm
A gombos varjúköröm vagy gombos raponca (Phyteuma orbiculare) a fészkesvirágzatúak (Asterales) rendjébe és a harangvirágfélék (Campanulaceae) családjába tartozó, a Kárpát-medencében is honos faj.

## Elterjedése, élőhelye
A Kárpát-medencében őshonos: védett, reliktum faj.

## Megjelenése, felépítése

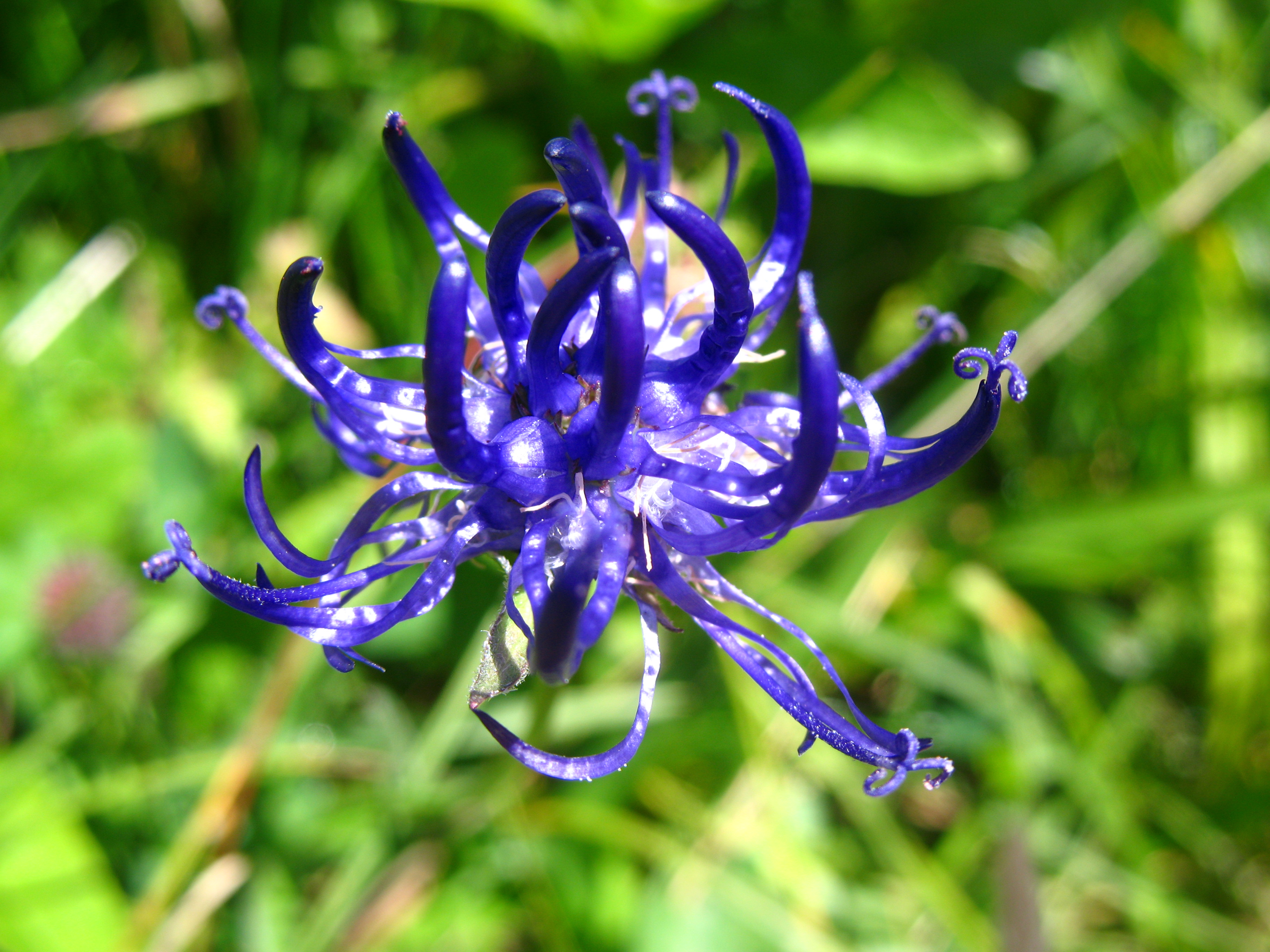
Gombos varjúköröm nyíló virága

15–30 cm magasra növő, lágyszárú növény. Tő- és alsó levelei lándzsásak, többnyire hosszabbak, mint amilyen szélesek, a szegélyük csipkés. A felső levelek ülő tojásdad alakúak hosszú heggyel.
Virágzata gombos, 2–3 cm átmérőjű, később gyakran tojás alakú. A csúcsuknál összenőtt, kék pártalevelek (a többi varjúkörömhöz hasonlóan) a virágzás előtt begörbülnek — erről kapta nevét a nemzetség. Csészéje ötfogú; a nyílás előtt csöves pártája, tőtől öt sallangra hasad fel: ezek vagy hátragörbülnek, vagy csúcsukon összefüggve maradnak. Portokjai teljesen szabadok. Külső murvalevelei gyöngén fűrészesek.

## Életmódja, élőhelye
Évelő. Májustól júliusig nyílik. Virágait méhek és lepkék porozzák be.
A Magyar középhegységben a mészkedvelő tölgyesekben, a hegyi réteken, a mészkő- és dolomitsziklagyepekben nő.